# Oldřich Pečenka
Oldřich Pečenka (29.ledna 1901 - ) byl český meziválečný fotbalista.

## Fotbalová kariéra
Hrál za AC Sparta Praha,   Nuselský SK a SK Čechii Karlín. Se Spartou získal v sezóně 1919 mistrovský titul.

## Ligová bilance
| Ročník                                     | Zápasy | Góly | Klub             |
| ------------------------------------------ | ------ | ---- | ---------------- |
| Mistrovství Českého svazu fotbalového 1919 | -      | -    | AC Sparta Praha  |
| Asociační liga 1925                        | 1      | 1    | AC Sparta Praha  |
| Středočeská 1. liga 1925/1926              | 2      | 1    | Nuselský SK      |
| Středočeská 1. liga 1925/1926              | 2      | 0    | SK Čechie Karlín |
| CELKEM                                     | -      | -    |                  |